# Sojuz 7K-Ł3
Sojuz 7K-Ł3 (ros. Союз 7К-Л3) lub Łunnyj Orbitalnyj Korabl,  ŁOK (ros. Луный Орбитальный Корабль, ЛОК) – radziecki prototyp księżycowego pojazdu orbitalnego serii Sojuz, projektowany przez biuro konstrukcyjne OKB-1 pod kierownictwem Siergieja Korolowa.

## Konstrukcja

Porównanie Sojuza 7K-Ł3 z pojazdem Apollo CSM

Planowany jako rozwinięcie Sojuza 7K-Ł1, Sojuz 7K-Ł3 w dużej mierze był podobny do pojazdu Sojuz 7K-OK przeznaczonego na orbitę okołoziemską, pierwszego pojazdu Sojuz. Podobnie jak 7K-OK posiadał moduł orbitalny wyposażony w port cumowniczy. Port ten nie zapewniał swobodnego przejścia, stąd była obecna również specjalna śluza powietrzna z włazem umożliwiającym przejście do lądownika ŁK kosmonaucie ubranemu w skafander kosmiczny Krieczet 94 (poprzednik kombinezonu Orłan używanego dziś na ISS). Sojuz 7K-Ł3 nie posiadał ogniw słonecznych jak 7K-OK czy 7K-Ł1, zastąpiły je ogniwa paliwowe podobne do tych na statkach Apollo CSM. Moduł powrotny pojazdu oparty został na 7K-Ł1, różnił się tylko lżejszą zbrojoną osłoną termiczną. Sojuz 7K-Ł3 nie był wynoszony przez rakietę Sojuz 11A511 (projektowana przez Korolowa, budowana w Samarze przez CSKB-Progress) czy Proton K (budowana w Moskwie na bazie projektu Władimira Czełomieja), lecz przez ciężką rakietę nośną N1 (mającą stanowić konkurencję dla amerykańskiej rakiety Saturn V), również będącą patentem Korolowa.

## Starty
Sojuz 7K-Ł3 startował dwukrotnie:
1. 26 czerwca 1971, start makiet statków ŁOK i ŁK. Rakieta została zniszczona, kapsułę powrotną ocalono od zniszczeń.
2. 23 listopada 1972, wystartował w pełni operacyjny ŁOK i makieta ŁK. Skutek taki sam jak wyżej.

Dwukrotne użycie systemu awaryjnego przerwania startu (ros. Система Аварийного Спасения), pozwoliło na rozwinięcie wersji systemu dla pojazdów Sojuz-T i późniejszych (wykorzystano to podczas awarii lotu Sojuz T-10-1).
W 1974 przygotowany był lot rakiety N1 z w pełni operacyjnymi pojazdami zarówno ŁOK, jak i ŁK. Start był zaplanowany na sierpień 1974, jednak cały radziecki program księżycowy został skasowany w maju 1974. W ten sposób radziecki program kosmiczny skupiał się bardziej na budowie stacji kosmicznych.